# Live at the Palace
Live at The Palace è il primo DVD pubblicato dalla band alternative metal canadese Three Days Grace. La pubblicazione è avvenuta il 19 agosto 2008, inizialmente come esclusiva Best Buy. Si tratta della registrazione del concerto della band al Palace of Auburn Hills di Detroit (Michigan) del 21 marzo 2008: all'interno del DVD vi sono inoltre scene riprese nel backstage, con protagonisti i membri del gruppo.

## Tracce
1. Animal I Have Become – 6:38
2. Pain – 4:12
3. Just Like You – 5:00
4. Let It Die – 5:06
5. Wake Up – 4:38
6. I Hate Everything About You – 5:53
7. Rooster – 5:15 (cover degli Alice in Chains)
8. Riot – 7:15
9. Get Out Alive – 5:56
10. Never Too Late – 4:33
11. Scared – 5:51
12. Gone Forever – 3:30
13. Home – 15:51 (Include un verso della canzone Hey Man, Nice Shot dei Filter)
14. It's All Over (Versione Studio, durante i crediti)

## Formazione
- Adam Gontier - voce, chitarra ritmica
- Brad Walst - basso, voce secondaria
- Neil Sanderson - batteria, cori
- Barry Stock - chitarra solista